# تشايلون (سيوداد ريال)
بلدية تشايلون (بالإسبانية: Chillón)‏، هي إحدى بلديات مقاطعة سيوداد ريال إحدى مقاطعات إسبانيا، والتي تقع في منطقة قشتالة لا منتشا وسط إسبانيا.
يبلغ عدد سكانها 2.107 نسمة وفقاً لإحصائية سنة (2007).